# Porothamnium minutum
Porothamnium minutum är en bladmossart som beskrevs av Brotherus 1925. Porothamnium minutum ingår i släktet Porothamnium och familjen Neckeraceae. Inga underarter finns listade i Catalogue of Life.